# Вадалов, Асламбек Илимсултанович
Асламбе́к Илимсулта́нович Вада́лов (род. 3 апреля 1971, Ишхой-Юрт, Чечено-Ингушская АССР, РСФСР, СССР) — чеченский полевой командир, бригадный генерал ВС ЧРИ, сепаратист. Командовал Гудермесским сектором Восточного фронта и Восточным фронтом в структуре вооруженных сил ЧРИ. Один из старших амиров (руководителей) террористической организации «Имарат Кавказ», исполняющий в ней обязанности амира, 2-й заместитель Доку Умарова по организации после смерти предыдущего. Участник первой и второй войны в Чеченской Республике и организатор неоднократных нападений на российские населённые пункты.  Был арестован в Турции в ноябре 2016 года и отпущен. Дальнейшая судьба неизвестна.

## Биография

### Вооружённый конфликт в Чечне

#### ЧРИ и первая чеченская война
Родился 3 апреля 1971 года в селе Ишхой-Юрт, Гудермесский район ЧИАССР. Участвовал в Первой чеченской войне на стороне сепаратистов. С началом Второй чеченской войны находился под командованием Хаттаба, являлся командиром «Гудермесского сектора ВС ЧРИ». После гибели амира Сулеймана Эльмурзаева в апреле 2007 года Шейх Абдул-Халим назначил Асламбека командующим Восточным фронтом ВС ЧРИ. 

#### Вторая чеченская война
Во Второй чеченской войне был убит младший брат Вадалова. 12 апреля 2004 года организовал вооружённое нападение на своё родное село Ишхой-Юрт, в результате которого были убиты пятеро сотрудников милиции и несколько гражданских, милиция приняла бой с отступающими террористами, но после перестрелки им удалось скрыться. В ходе отступления террористов была расстреляна машина исполняющего обязанности начальника Ножай-Юртовского РОВД. Вадалов являлся командиром этой группы.
В июне 2008 года Асламбек, во главе группы боевиков, совершил очередное нападение на село Беной-Ведено в Ножай-Юртовском районе Чечни. Тогда были убиты трое человек и сожжены несколько домов сотрудников чеченской милиции. С 18 июня того же года Вадалов официально находится в федеральном розыске.

### Асламбек в «Имарате Кавказ»
После провозглашения группировки «Имарата Кавказ» Асламбек принёс присягу амиру формирования Доку Умарову, а в июле 2010 года Умаров объявил о назначении Вадалова своим наибом (заместителем) и преемником в случае своей гибели. В августе 2010 года террористический сайт Кавказ-центр выпускает информацию о том, что Умаров уходит в отставку, а на его место назначается Вадалов. Примерно в то же самое время сам Доку Умаров отменяет своё решение. Тогда Вадалов заявил о сложении своих полномочий заместителя и выхода из подчинения Доку Умарова совместно с Хусейном Гакаевым и Тарханом Газиевым и заявили о создании собственного меджлиса и избрании своего амира Чечни.
4 августа 2010 Рамзан Кадыров выступил перед сотрудниками правоохранительных органов с требованием нейтрализовать Доку Умарова и обнаружить Вадалова. 29 августа 2010 года Асламбек Вадалов, совместно с другими отрекшимися от Умарова террористами организовал атаку на Центарой, родовое село Кадырова. В бою погибли 6 милиционеров, и ещё 18 получили ранения, потери нападавших составили 12 человек. Террористы были вооружены автоматами Калашникова, гранатомётами и самодельными взрывными устройствами. Нападавших по разным данным было от 15 до 60 человек. Рамзан Кадыров заявил, что за достоверную информацию о местонахождении Асламбека Вадалова и ряда других лидеров банд-групп будут выплачены вознаграждения в размере 10-ти миллионов рублей за информацию по каждому из них.
21 сентября 2010 года Доку Умаров издал указ, который лишил Вадалова всех званий и отстранил от командования, приговорив к шариатскому суду. В июле 2011 года Вадалов помирился с Умаровым и обновил свою присягу. 17 января 2014 года Рамзан Кадыров заявил, что располагает записью переговоров лидеров северокавказских боевиков, на которой они приносят друг другу соболезнования в связи с гибелью верховного амира Доку Умарова и обсуждают кандидатуру его преемника. После гибели Умарова Вадалов был назначен на должность амира Вилаята Нохчийчоь. Ночью 21 декабря 2014 года в родовом селе Асламбека Ишхой-Юрт неизвестные силовики при помощи бульдозера снесли дом семьи Вадаловых.

## Задержание
В июле 2016 года глава Чечни Рамзан Кадыров потребовал у президента Турции выслать в Россию 12 кавказских боевиков, которые там скрываются от российских властей. Среди них был и Вадалов. В ноябре турецкими силовиками в Стамбуле была проведена спецоперация, в ходе которой были задержаны 8 террористов с Северного Кавказа, в том числе Асламбек Вадалов. Глава Чечни Рамзан Кадыров запросил у Реджепа Эрдогана, президента Турции, выдать задержанных боевиков властям России. Некоторое время назад они находились в Сирии, но после активизации сирийской армии в борьбе с группировкой Исламское государство они решили скрыться в Турции. Однако вскоре Вадалов был выпущен властями на свободу и, вероятно, по сей день находится в Турции.

### Комментарии
1. ↑  В конце июля 2010 года "Кавказ-центр" сообщил, что Умаров по состоянию здоровья сложил с себя полномочия амира Кавказского эмирата. Своим преемником Доку назначил Асламбека Вадалова. Однако уже несколько дней спустя агентство Reuters сообщило, что Умаров передумал слагать себя с должности амира. В ответ на это Вадалов отстранился от Умарова, но вскоре они помирились, и Асламбек вернулся в Эмират.